# Lijst van FIA Formule 3-coureurs
De volgende coureurs hebben ten minste één start in het FIA Formule 3-kampioenschap gemaakt vanaf 2019. Van actieve coureurs (seizoen 2025) zijn de namen vet afgedrukt.
De lijst is bijgewerkt tot 3 augustus 2025.

## A
- Enaam Ahmed
- William Alatalo
- Keyvan Andres
- Marcus Armstrong
- Paul Aron
- Nazim Azman

## B
- Brando Badoer
- Taylor Barnard
- Ben Barnicoat
- Hugh Barter
- Oliver Bearman
- David Beckmann
- Nikita Bedrin
- Dino Beganovic
- Michael Belov
- Brad Benavides
- Roman Biliński
- Gabriel Bortoleto - Kampioen 2023
- Mari Boya
- Luke Browning

## C
- Olli Caldwell
- Rafael Câmara - Kampioen 2025
- Giorgio Carrara
- Jesse Carrasquedo jr.
- Zdeněk Chovanec
- Pierre-Louis Chovet
- Ido Cohen
- Franco Colapinto
- Caio Collet
- Lorenzo Colombo
- Amaury Cordeel
- Juan Manuel Correa
- Jak Crawford
- McKenzy Cresswell

## D
- Jehan Daruvala
- Cameron Das
- Devlin DeFrancesco
- Bruno Del Pino
- Alessio Deledda
- Ivan Domingues
- Jack Doohan
- Felipe Drugovich
- Joshua Dufek
- Alex Dunne
- Lukas Dunner

## E
- Jonny Edgar
- Max Esterson
- Andreas Estner

## F
- Alessandro Famularo
- Roberto Faria
- Sebastián Fernández
- Max Fewtrell
- Enzo Fittipaldi
- Sophia Flörsch
- Leonardo Fornaroli - Kampioen 2024
- Igor Fraga
- Kaylen Frederick

## G
- Alex García
- José Garfias
- Reshad de Gerus
- Alessandro Giusti
- Oliver Goethe
- Oliver Gray

## H
- Isack Hadjar
- Dennis Hauger - Kampioen 2021
- James Hedley
- Tijmen van der Helm
- Christian Ho
- Laurens van Hoepen
- Johnathan Hoggard
- Jake Hughes
- Raoul Hyman

## I
- Tasanapol Inthraphuvasak
- Ayumu Iwasa

## J
- Nikita Johnson

## K
- Niko Kari

## L
- Simo Laaksonen
- Nicola Lacorte
- Liam Lawson
- Arthur Leclerc
- Noel León
- Charles Leong
- Arvid Lindblad
- Joseph Loake
- Christian Lundgaard

## M
- Kush Maini
- Christian Mansell
- Zane Maloney
- Federico Malvestiti
- Nicola Marinangeli
- Josep María Martí
- Victor Martins - Kampioen 2022
- Sami Meguetounif
- Gabriele Minì
- Sebastián Montoya

## N
- Théophile Naël
- Matteo Nannini
- Teppei Natori
- Clément Novalak

## O
- Zak O'Sullivan

## P
- Alex Peroni
- Artjom Petrov
- Oscar Piastri - Kampioen 2020
- Pedro Piquet
- Francesco Pizzi
- Théo Pourchaire
- Leonardo Pulcini

## R
- Santiago Ramos
- Oliver Rasmussen

## S
- Javier Sagrera
- Logan Sargeant
- Grégoire Saucy
- Fabio Scherer
- David Schumacher
- Louis Sharp
- Cian Shields
- Michael Shin
- Robert Shwartzman - Kampioen 2019
- Ayrton Simmons
- Francesco Simonazzi
- Freddie Slater
- Tommy Smith
- Aleksandr Smoljar
- Roman Staněk
- Martinius Stenshorne
- Noah Strømsted
- Kacper Sztuka

## T
- Tuukka Taponen
- László Tóth
- Tim Tramnitz
- Enzo Trulli
- Nikola Tsolov
- Yuki Tsunoda

## U
- Ugo Ugochukwu
- Filip Ugran
- Reece Ushijima

## V
- Richard Verschoor
- Frederik Vesti
- David Vidales
- Rafael Villagómez
- Jüri Vips
- Bent Viscaal
- Callum Voisin

## W
- James Wharton
- Calan Williams
- Piotr Wiśnicki
- Charlie Wurz

## X
- Gerrard Xie

## Y
- Hunter Yeany
- Ye Yifei

## Z
- Matías Zagazeta
- Lirim Zendeli